# In nomine Domini

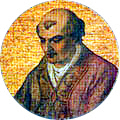
Paus Nicolaas II

In nomine Domini (Latijn voor "In de naam van de Heer") was een pauselijke bul die op 13 april 1059 werd uitgevaardigd door paus Nicolaas II. Hierin werd bepaald dat kardinaal-bisschoppen de enige keuzeheren waren voor de verkiezing van een nieuwe paus, waarna toestemming gevraagd werd van de kardinaal-priesters, kardinaal-diakens, de leken en de keizer van het Heilige Roomse Rijk.
Aanleiding voor de herziening van de pauskeuze was de twist over het pontificaat, die was ontstaan na de dood van paus Stefanus IX (X). Op voordracht van de graven van Tusculum was Benedictus X gekozen, maar hij werd niet erkend door de kardinalen, noch door onder andere keizerin Agnes.
Aandachtspunten van de bul werden:
- Kardinaal-bisschoppen leggen de kandidatuur vast voor een nieuwe paus.
- De keuze van de paus moet plaatsvinden in Rome, tenzij dit onmogelijk gemaakt wordt door oorlog of ongeregeldheden.
- De gekozene is vanaf het moment van zijn keuze officieel de nieuwe pontifex; een kroning daartoe is daarvoor niet noodzakelijk.
- Elke gekozene, zonder inspraak van de kardinaal-bisschoppen en daardoor als onrechtmatig verkozen beschouwd (in de geschiedenis bekend als een tegenpaus), moest gezien worden als de antichrist en vernietiger van het christendom. Voor sympathisanten van deze tegenpaus zouden zware straffen gelden (o.a. excommunicatie).[2]

Middels de bul werd de basis gelegd voor de hiërarchische positie binnen de kerk van de kardinalen, met name ook tijdens de periode van de sedisvacatie.
Vanaf 1084 werd het kiescollege uitgebreid naar alle kardinalen, volgend op het conflict met paus Gregorius VII die verdreven werd en waarvoor in de plaats de tegenpaus Clemens III was aangesteld op aandringen van koning Hendrik IV van het Heilige Roomse Rijk.